# أرنو بلترام
أرنو بلترام (بالفرنسية: Arnaud Beltrame) (18 أبريل 1973 - 24 مارس 2018) كان ضابطا في الدرك الوطني بفرنسا قتل بعدما تطوع لأخد مكان أحدالرهائن مقابل تحرير هذه الأخيرة.
خلال يوم 23 مارس 2018، نفذ مسلح في متجر ببلدة تريب جنوب غرب فرنسا عملية احتجاز رهائن. انتقلت فرقة من الدرك الفرنسي لعين المكان، وخلال المناقشات اقترح بلترام التطوع لأخد مكان إحدى الرهينات ليتسنى تحريرها. بعد احتجازه، تطورت الأمور ووصلت إلى عملية إطلاق نار قتل خلالها المسلح وأصيب فيها بلترام إصابات بليغة أدت إلى وفاته في اليوم الموالي.
أدت وفاة بلترام إلى موجة تعاطف كبيرة معه، حيث وصفه الرئيس الفرنسي إيمانويل ماكرون بالشخص «موضع فخر زملائه و بلاده». تكريما لبلترام اعتزم سكان قرقشونة تنظيم مسيرة يكون شعارها السلام.